# Laeosopis roboris
Laeosopis roboris es un insecto Lepidóptero de la familia Lycaenidae, la única especie del género  Laeosopis.

## Histórico y denominación
Laeosopis roboris fue descubierta y descrita por Esper en 1793.

## Nombres vernáculos
Thécla del frene, francés,  Spanish purple hairstreak en inglés y moradilla del fresno en español.

### Subespecies
- Laeosopis roboris demissa Verity, 1943 ; en Italia.
- Laeosopis roboris escorialensis Oberthür 1910
- Laeosopis roboris higginsi Agenjo, 1963 ; en España, hacia Granada.
- Laeosopis roboris lusitanica Staudinger, [1892] ; a Portugal.
- Laeosopis roboris magis Agenjo, 1963 ; en el noroeste de España.
- Laeosopis roboris mudarra Agenjo, 1963 ; en el noreste de España.
- Laeosopis roboris portaensis Betti, 1977 ; en el sur de Pirineo.
- Laeosopis roboris thiersi Betti, 1977 ; en el sur de Francia

## Descripción
Es una mariposa pequeña que en su parte superior es de color gris oscuro con reflejos violetas y borde de ala oscurecido, cuyas alas posteriores están festonadas.
El dorso es de color ocre con líneas submarginales discretas de color naranja, borde rematado con fimbrias blancas.

## Biología
Habita en el follaje de los fresnos, por la mañana, temprano desciende a alimentarse de plantas umbelíferas, v.g. Foeniculum vulgare.[cita requerida]

### Periodo de vuelo e hibernación
Univoltina, vuela en una generación, desde finales de mayo hasta finales de julio según la localidad y la altitud, de 100 a 1600 metros.
Pasa el invierno en forma de huevos sobre yemas de fresno.

### Plantas huésped
Sus plantas huéspedes son fresnos, Fraxinus excelsior, Fraxinus angustifolia.

## Ecología y distribución
Su área de distribución se limita al suroeste de Europa, Portugal, España, Francia.

### Hábitat
Es un lepidóptero de los bosques, setos y bosquecillos de fresnos.

### Protección
No posee ningún estatus de protección.